# Хесус де Монастеріо
Хесус де Монастеріо-і-Агуерос (ісп. Jesús de Monasterio y Agüeros; 21 березня 1836, Потес, Кантабрія — 28 вересня 1903, Касар, Кантабрія) — іспанський композитор та скрипаль. Одна з двох консерваторій у Сантандері, Кантабрія названа на його честь.
Разом з Пабло Сарасате є одним з найвідоміших представників іспанської скрипальної школи.

## Біографія
Навчався в Брюсселі у Шарля Огюста Беріо. Після гастрольних поїздок по Європі повернувся до Іспанії, де значною мірою присвятив себе викладацькій діяльності. Очолював Мадридську консерваторію (1894–1897), був одним з академіків-засновників відділення музики Королівської академії мистецтв Сан-Фернандо. Пропагандист камерної музики, Монастеріо в 1863 році був одним із засновників Мадридського квартетного товариства (ісп. Sociedad de Cuartetos de Madrid), а в 1887 році заснував в Мадридській консерваторії кафедру вдосконалення скрипкової майстерності та камерного музикування. В 1866 році стояв біля витоків Оркестру Мадридського концертного товариства — першого постійно діючого симфонічного оркестру Іспанії. Зробив великий внесок у популяризацію в Іспанії німецької музики, від Бетховена до Вагнера. До учнів Монастеріо так чи інакше належали Пабло Казальс, Енріке Фернандес Арбос та інші видатні іспанські музиканти.
Оригінальні твори Монастеріо створені, головним чином, для скрипки. Виділяються Скрипковий концерт (1859, друга редакція 1880), салонна п'єса «Прощання з Альгамброю» (ісп. Adiós a la Alhambra; 1855), Фантастичне скерцо для оркестру (1865).